# Sœurs missionnaires de Notre-Dame d'Afrique
Les Sœurs missionnaires de Notre-Dame d'Afrique, ou « Sœurs blanches », forment une congrégation religieuse, fondée en 1869 par l'archevêque d'Alger, Charles Lavigerie. Présentes dans 28 pays, dont 15 pays africains, elles interviennent surtout auprès des femmes et des enfants. Elles évangélisent, éduquent, soignent, offrent des services aux plus démunis. Elles accompagnent les femmes africaines dans la lutte pour leur dignité. Elles signent S.M.N.D.A.

## Histoire

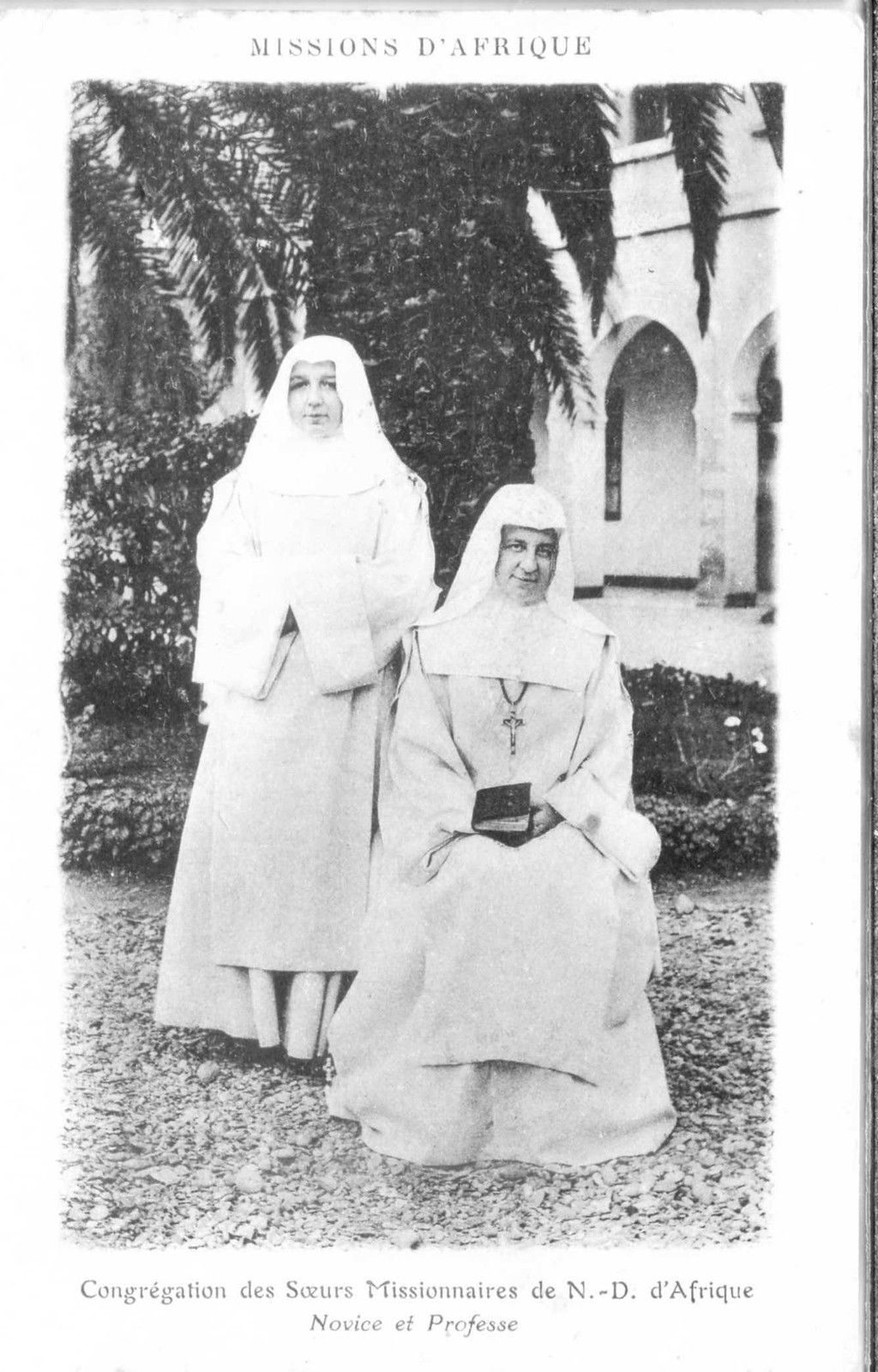
Sœur novice et sœur professe de Notre-Dame d'Afrique vers 1930.

En 1866, Charles Lavigerie , évêque de Nancy, est amené à choisir entre l'archidiocèse de Lyon et celui d'Alger. Il choisit Alger, où il arrive en mai 1867. Préoccupé de convertir les peuples africains, il considère l'Algérie comme une « porte ouverte sur un continent de 200 millions d'âmes ». Il fonde en 1868 la Société des missionnaires d'Afrique, plus connue sous le nom de « Pères blancs », et en 1869 les Sœurs agricoles hospitalières, qui vont devenir assez vite les Sœurs missionnaires de Notre-Dame d'Afrique, ou « Sœurs blanches ».
Les consignes qu'il donne à ces deux instituts missionnaires sont toujours en vigueur aujourd'hui :
- apprendre la langue du peuple qui accueille (« Je désire que, […] au plus tard six mois après l'arrivée dans la mission, tous les missionnaires ne parlent plus entre eux que la langue des tribus au milieu desquelles ils résident[5] ») ;
- se faire proches des gens par la nourriture, le logement, le vêtement. Charles Lavigerie donne à ses missionnaires l'habit blanc des habitants de l'Algérie, ce qui leur vaut les surnoms de « Pères blancs » et de « Sœurs blanches ».

### Fondation
En 1867, choléra et famine font 110 000 morts en Algérie. Lavigerie ouvre des orphelinats. Celui de Maison-Carrée, créé en 1869, accueille les grands garçons. Celui de Ben Aknoun, dans la banlieue ouest d'Alger, est destiné aux garçons les plus jeunes et aux filles. Par manque de place, ce dernier est transféré dans un vaste domaine, à Kouba, au sud-est de la ville. Mais, pour assurer la subsistance et l'encadrement, il lui faut des religieuses. Lavigerie décide alors de fonder une congrégation de sœurs. Il envoie l'abbé Le Mauff, un prêtre de son diocèse, recruter des volontaires en Bretagne. Huit jeunes filles répondent à l'appel. Le 9 septembre 1869, les huit Bretonnes sont accueillies à Kouba, dans ce qui devient ce jour-là le couvent des Sœurs agricoles hospitalières. Elles disposent de 150 hectares déjà défrichés. Elles ont pour mission de cultiver la terre, de soigner la vigne et d'élever du bétail, afin de pourvoir à l'entretien des 340 pensionnaires de l'orphelinat Saint-Charles, qui est sur le domaine, et associé à leur couvent. D'autres jeunes filles arrivent de France et de Belgique. Le 25 septembre, on compte 22 postulantes. Le premier noviciat ouvre en novembre. La formation des novices est assurée d'abord par des Sœurs de la Charité de Saint-Charles de Nancy, puis par des Sœurs de l’Assomption de Notre-Dame,. Les premières professions ont lieu le 30 avril 1871. La même année, un premier groupe de sœurs est envoyé à Laghouat, au Sahara algérien.

### Mère Marie-Salomé

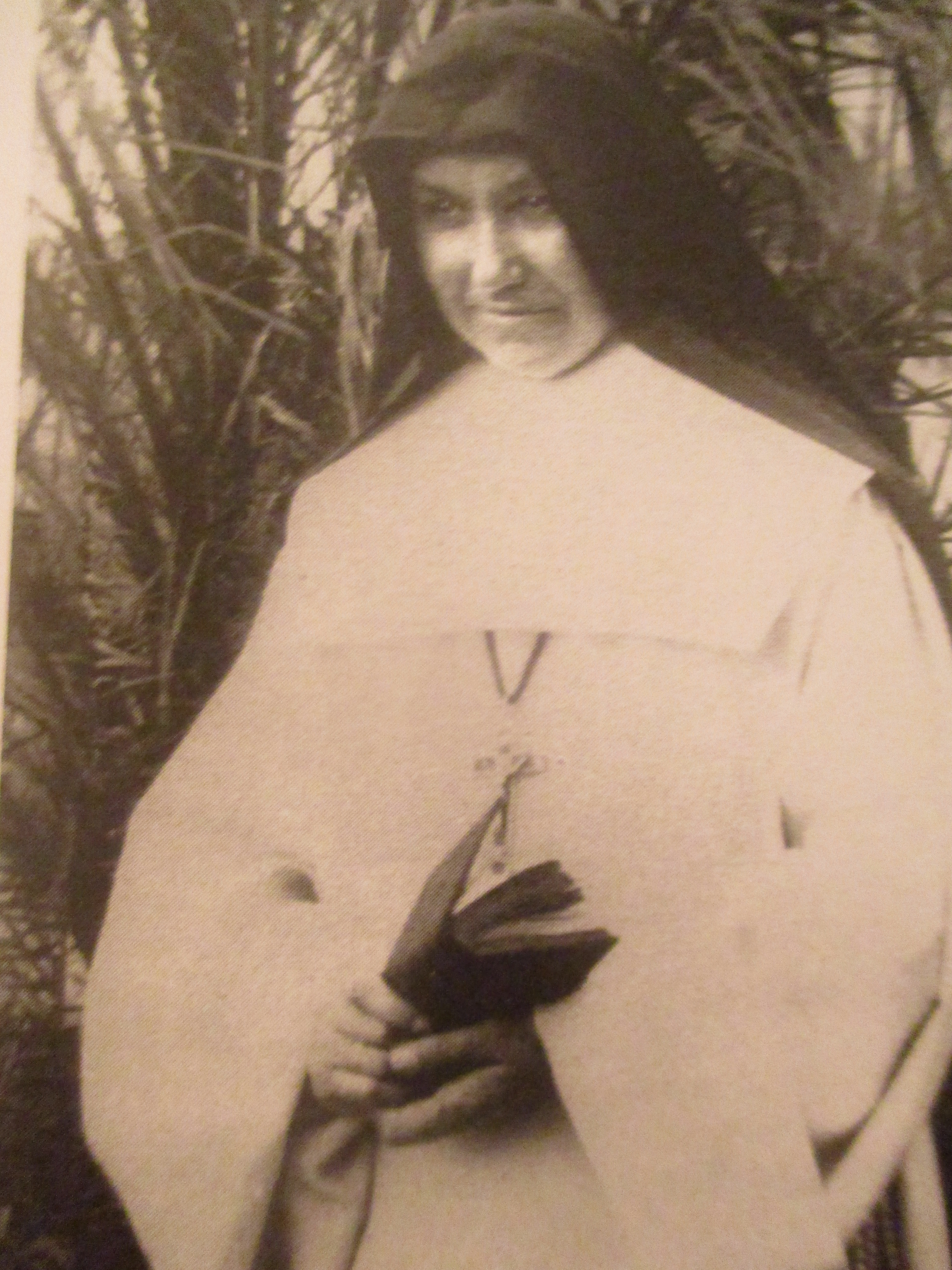
Mère Marie-Salomé à la fin du XIXe siècle.

Toujours en 1871, un postulat ouvre aux Vans, dans le département français de l'Ardèche. Il accueille en octobre Marie-Renée Roudaut, née en 1847 à Guissény.
En janvier 1872, cinq postulantes arrivent à Saint-Charles. Parmi elles, Marie-Renée Roudaut. Le 23 juin, elle reçoit l'habit blanc des novices et devient sœur Marie-Salomé. L'année suivante, elle prononce ses premiers vœux. En 1874, elle est envoyée à Saint-Cyprien des Attafs. Lavigerie a fondé ce village six ans plus tôt, dans la vallée du Chelif, pour assurer l'avenir de jeunes orphelins et orphelines mariés ensuite entre eux : chaque couple reçoit une maison, une terre et une paire de bœufs. Les sœurs guident les débuts de ces agriculteurs, et prennent soin des femmes et des bébés des alentours. En 1873, l'hôpital Sainte-Élisabeth, dit « l'hôpital pour les Arabes », ouvre dans le village. En 1877, avec deux compagnes, sœur Marie-Salomé rejoint les Pères blancs à Ouadhia, en Kabylie, pour y fonder une communauté de femmes. En 1879, elle retourne à Saint-Cyprien. Elle y devient supérieure de la mission, qui a la charge de cette localité, de l'hôpital et du village voisin de Sainte-Monique.

### Échec et nouveau départ

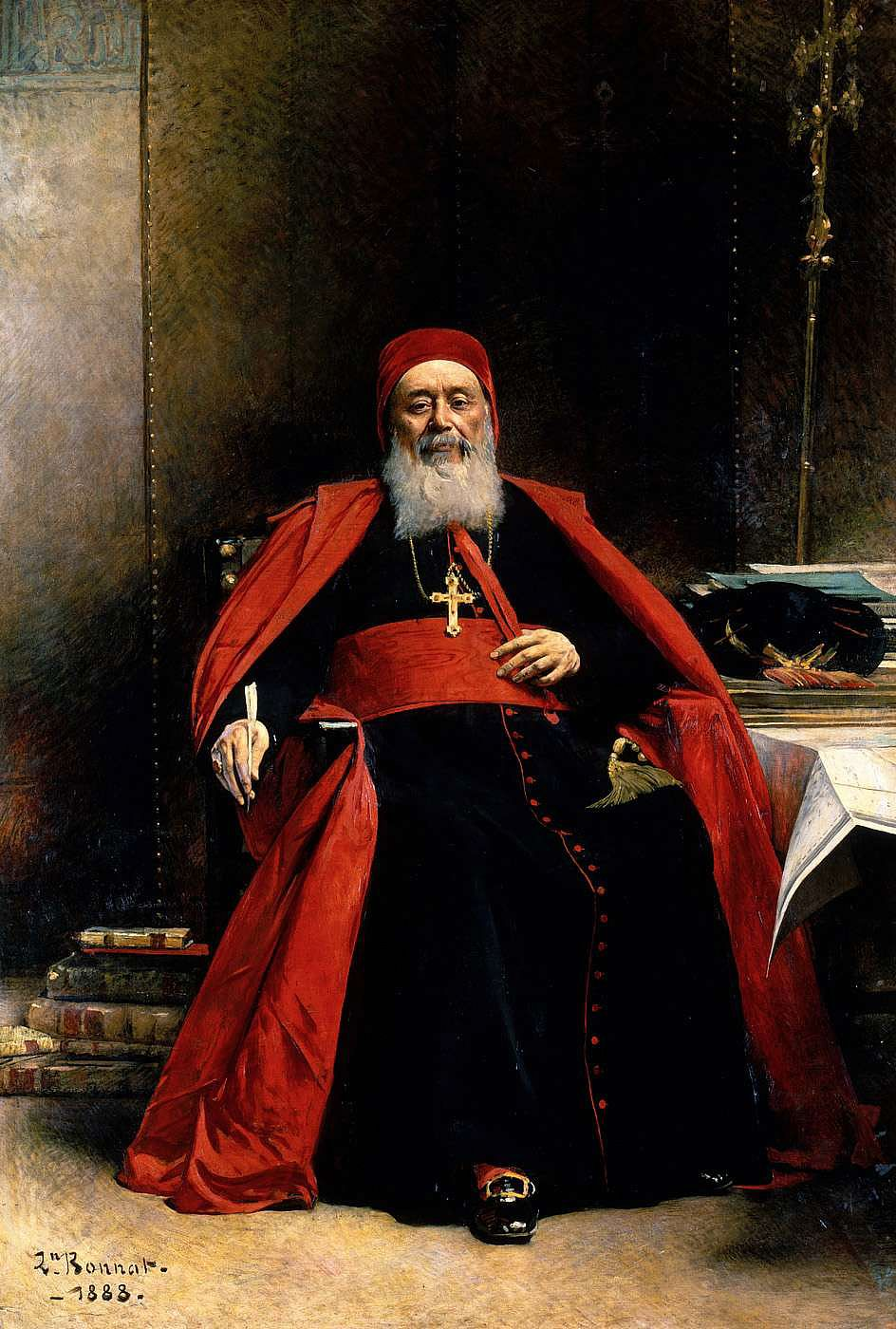
Le cardinal Lavigerie en 1888.

En cette même année 1879, Charles Lavigerie dresse un constat d'échec. Certes, les sœurs blanches ont progressé en nombre. Certes, elles se montrent des pionnières pleines de courage. Mais, issues du monde rural, elles manquent d'instruction. Peu sont aptes à enseigner, peu sont capables d'assurer la relève dans la prise de responsabilités et dans l'encadrement des plus jeunes. L'archevêque perd confiance en l'avenir de la congrégation. Il ferme le noviciat. Il laisse les religieuses libres de retourner en métropole. Mère Marie-Salomé choisit de rester.
Un an plus tard, l'archevêque accorde un essai : le noviciat peut ouvrir en octobre 1880 à Bouzareah, en banlieue ouest d'Alger, avec seulement deux postulantes. Mère Marie-Salomé en est la maîtresse.
Deux ans plus tard, en 1882, on compte 25 novices, et mère Marie-Salomé devient la première supérieure générale des Sœurs missionnaires de Notre-Dame d'Afrique (la fonction de supérieur général était assumée jusque-là par l'archevêque).
Pour autant, les doutes de Lavigerie, devenu cardinal, ne sont pas levés. En 1885, il prépare une ordonnance de dissolution de la congrégation, devant prendre effet l'année suivante. Mère Marie-Salomé rencontre le prélat le 16 avril, et tente en vain d'infléchir sa décision.
Elle trouve par la suite un avocat persuasif en la personne de l'archevêque coadjuteur, Prosper Auguste Dusserre. Au fil des mois, le cardinal hésite, et finit par se laisser convaincre. Il renonce à dissoudre la congrégation.

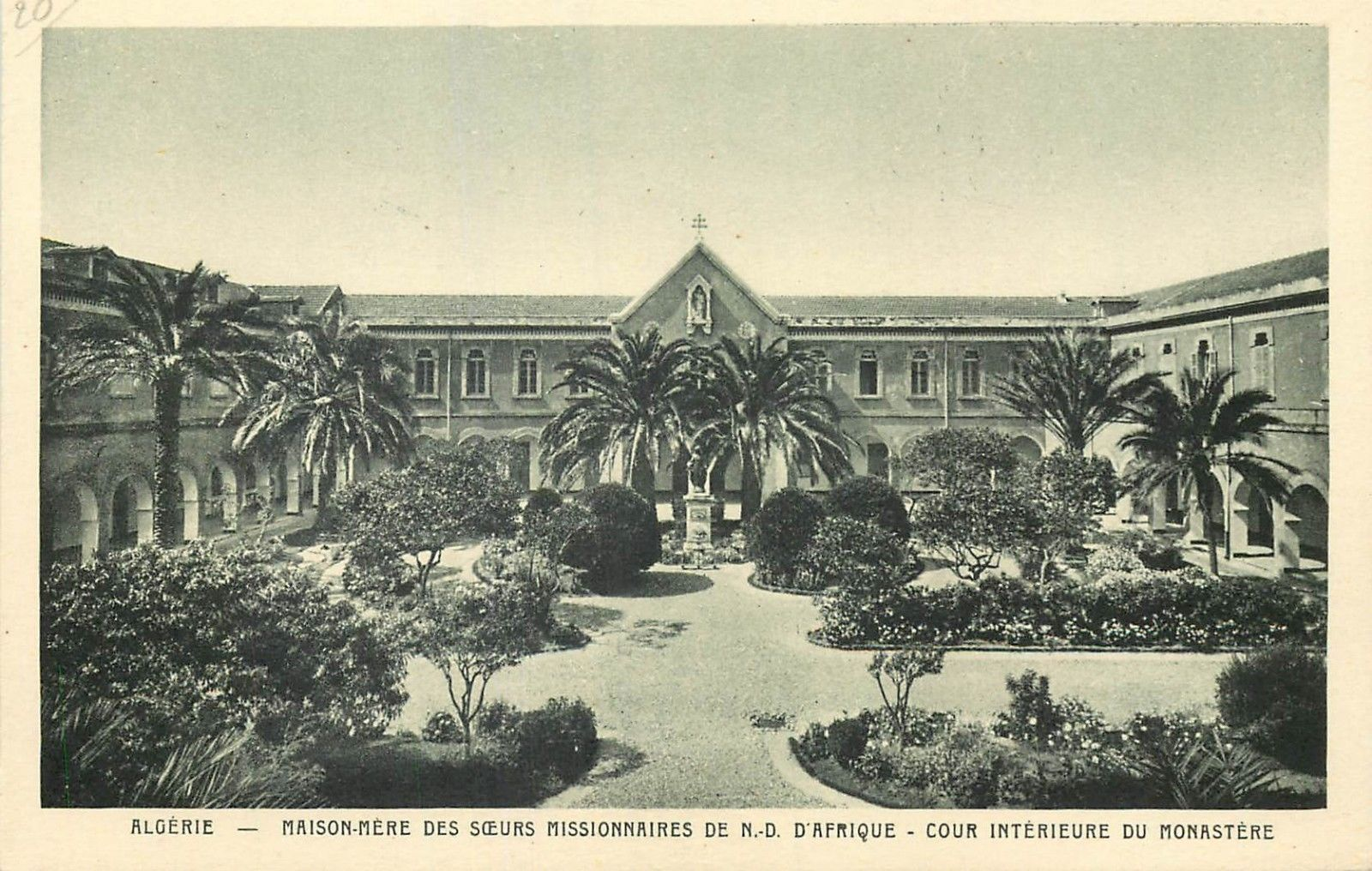
Maison-mère en 1930, en Algérie.

En 1886, la maison de Bouzareah est devenu trop petite. Le noviciat revient à Saint-Charles de Kouba. Les Sœurs blanches obtiennent leur Decretum laudis le 24 avril 1887. Lorsque le cardinal Lavigerie meurt en 1892, la congrégation compte une centaine de membres. Mère Marie-Salomé ouvre alors, en France et dans d'autres pays, des postulats où les vocations missionnaires des jeunes filles peuvent être éprouvées avant qu'elles ne partent pour l'Afrique.

### Expansion en Afrique subsaharienne

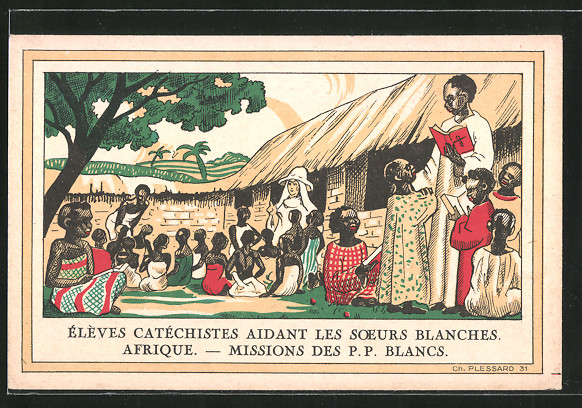
Sœurs blanches faisant le catéchisme en Afrique vers 1930.

Des jeunes filles de France, des Pays-Bas, du Canada, d'Allemagne, de Belgique viennent rejoindre cette congrégation religieuse exclusivement missionnaire. Ses activités, d'abord cantonnées en Afrique du Nord, s'étendent à partir de 1894 à l'Afrique subsaharienne. Les Sœurs blanches s'installent en Tanzanie en 1894, au Congo en 1895, au Soudan français en 1897, en Ouganda en 1899… Elles ouvrent les premières écoles et les premiers dispensaires. Leurs constitutions sont définitivement approuvées par le Saint-Siège le 14 décembre 1909.

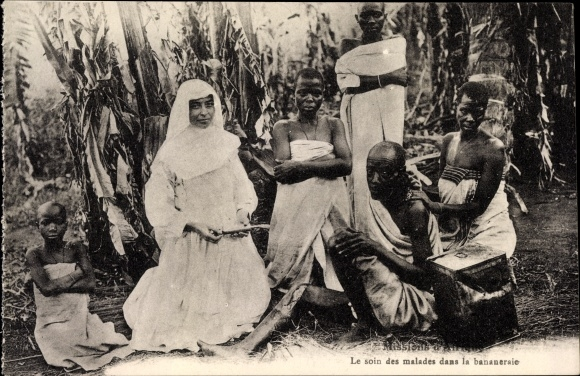
Soin des malades dans une bananeraie.

Les Sœurs missionnaires de Notre-Dame d'Afrique participent à la fondation de 22 congrégations religieuses africaines — le plus souvent à l'initiative de vicaires apostoliques ou d'évêques leur demandant de former les futures religieuses autochtones. La première congrégation locale voit le jour en 1903, à Sumbawanga, dans l'actuelle Tanzanie. Les autres naissent en Ouganda, au Rwanda, au Congo, en Zambie, au Burundi, au Malawi, au Burkina Faso, au Mali, au Ghana, au Kenya. Dans les premiers temps, les supérieures générales, les maîtresses des novices et les économes sont européennes ou canadiennes. Puis, chaque congrégation acquiert son autonomie. Le cas est sûrement unique, dans l'histoire de l’Église, d'une congrégation religieuse donnant naissance à 22 autres. Les Sœurs blanches suivent ainsi les consignes de leur fondateur, le cardinal Lavigerie, qui leur demandait d'établir l'Église locale en respectant la culture du peuple évangélisé.
Mère Marie-Salomé se retire de sa charge en 1925. Elle meurt en 1930, à Saint-Charles de Kouba. En 1966, comptant 2 163 sœurs, la congrégation atteint son effectif le plus élevé. Elles ont contribué à la fondation de vingt-quatre congrégations de religieuses africaines.

## Aujourd'hui
En 2013, les Sœurs blanches sont au nombre de 750, et en 2015 de 727, leur effectif ayant été divisé par trois en moins de quarante ans à cause du tarissement des vocations européennes. Ainsi la moyenne d'âge des sœurs de Belgique (autrefois florissantes) est de 82 ans en 2011. Elles viennent d'une trentaine de pays (d'Europe, d'Afrique, d'Amérique et d'Asie), elles sont réunies « en petites communautés internationales, intercontinentales et interculturelles ». Les vocations (22 novices en 2011, 13 en 2016) sont désormais essentiellement africaines. Leur supérieure générale, élue pour six ans, est depuis le 26 juillet 2011 sœur Carmen Sammut, originaire de Malte. Leur maison générale est à Rome. Pour promouvoir leur mission et recruter des religieuses, elles ouvrent des maisons dans divers pays.

## Apostolat
En 2013, œuvrant dans 28 pays, dont 15 pays africains, les Sœurs missionnaires de Notre-Dame d'Afrique sont réparties en trois provinces : Europe, Afrique et Amérique.
Elles interviennent surtout auprès des femmes et des enfants. Elles sont engagées notamment auprès des femmes africaines dans la lutte pour leur dignité (lutte contre la traite des êtres humains au Ghana). Le dialogue islamo-chrétien fait partie de leur charisme depuis les origines. Elles évangélisent, mais elles s'occupent aussi d'éducation (alphabétisation, formation scolaire et professionnelle des femmes), de santé, de services auprès des plus démunis.
Le postulat se fait à Ouagadougou au Burkina Faso pour les francophones et à Nairobi au Kenya pour les anglophones. Ensuite, le noviciat dure 18 mois. Les noviciats de la congrégation se trouvent à Arusha, en Tanzanie, pour les anglophones, et à Bobo-Dioulasso, au Burkina Faso, pour les francophones. Les novices africaines en formation sont de nationalités variées. En 2016, elles sont 13 pré-postulantes, 6 postulantes, 13 novices et 34 professes de vœux temporaires.

## Spiritualité
Les Sœurs missionnaires de Notre-Dame d'Afrique sont de spiritualité ignatienne. En France, elles font partie du RJI (Réseau Jeunesse ignatien), fondé en 1984. Dans les différents pays, elles proposent des activités missionnaires pour les 18-35 ans : séjours en Afrique pour vivre une expérience missionnaire dans une communauté, soirées de prière missionnaire autour d'un témoin qui partage son vécu dans un pays étranger…

## Abus sexuels
En 1998, la religieuse Marie MacDonald, supérieure des Sœurs missionnaires de Notre-Dame d'Afrique, révèle des viols de religieuses, celles qui sont enceintes doivent avorter.